# Sepultura

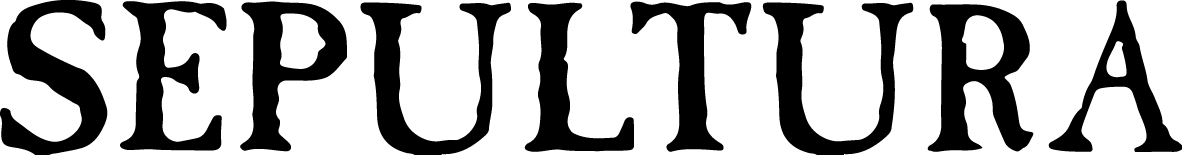
Logotyp zespołu

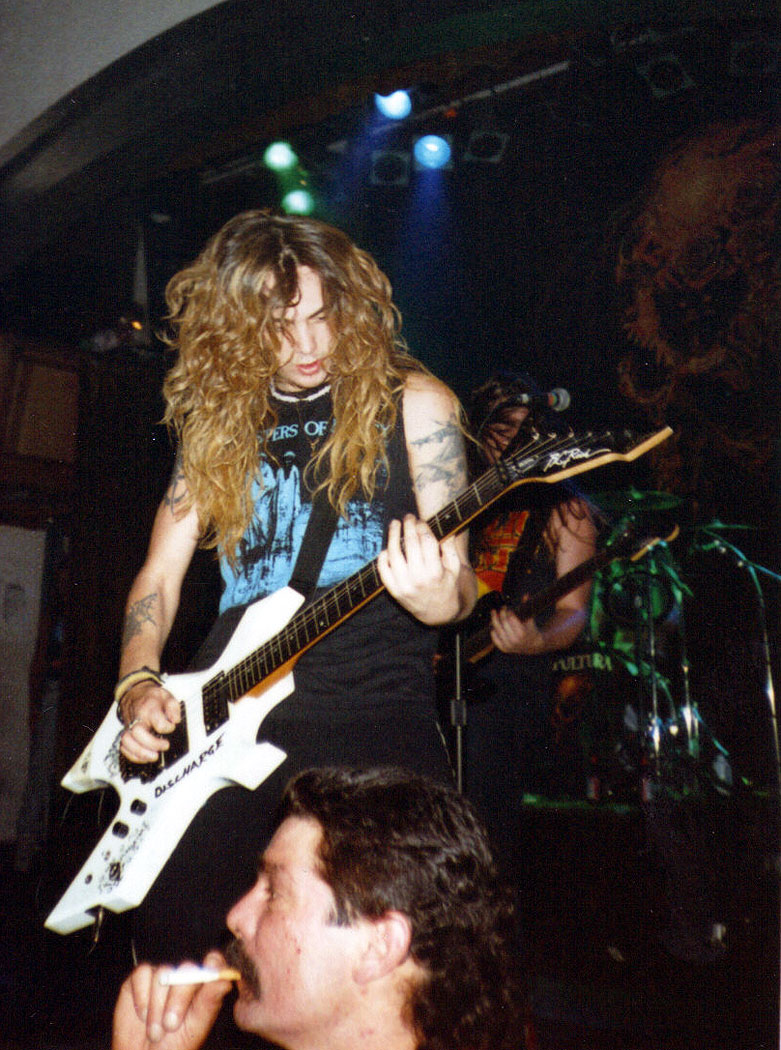
Pierwotny wokalista i gitarzysta Sepultury, Max Cavalera

Sepultura – brazylijska grupa muzyczna wykonująca głównie groove metal i thrash metal, powstała w 1984 z inicjatywy Maxa i Igora Cavalerów.
Styl muzyczny grupy ewoluował na przestrzeni czasu – poczynając od black metalu i death metalu, poprzez thrash, po groove metal, którego Sepultura jest jednym z prekursorów. Niektóre jej dokonania można zakwalifikować jako hardcore punk, folk metal oraz muzyka instrumentalna.

## Historia

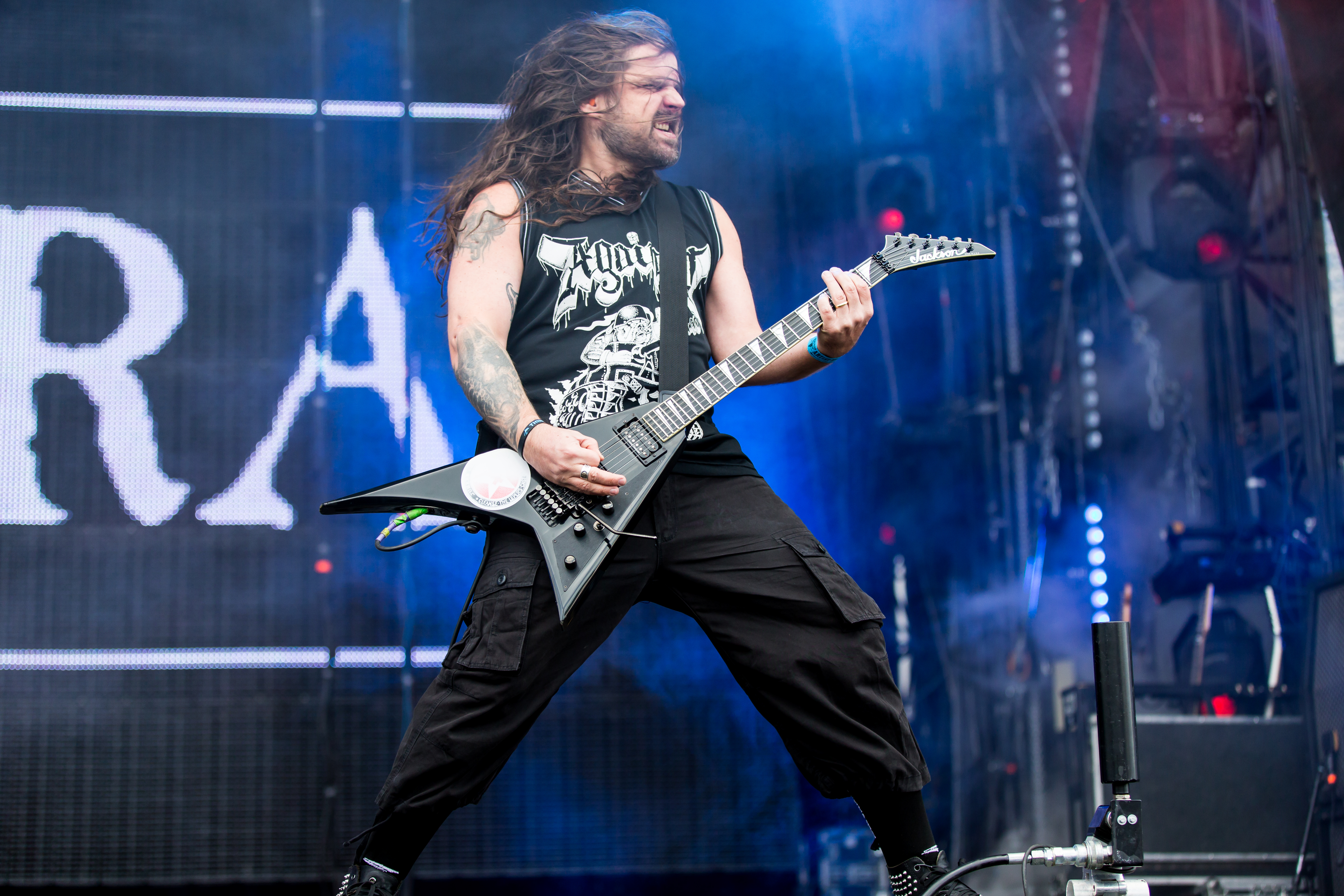
Andreas Kisser (2015)

### Era Maxa Cavalery (1984–1996)
Inicjatorem założenia grupy był Max Cavalera. Po okresie inicjatywnym w 1983, w kolejnym roku 1984 został założony zespół. Pierwotnie formację nazwano Trope de Choque, jednak zrezygnowano z tego z uwagi na już istniejącą grupę pod tym szyldem. Ostatecznie przyjęto nazwę Sepultura (w języku portugalskim oznacza „grób”), która wynikła podczas tłumaczenia przez Maxa Cavalerę tekstu utworu „Dancing On Your Grave” grupy Motörhead z albumu Another Perfect Day (1983). Jak w 1996 przyznał Max, muzycy nie traktowali tego określenia wprost, tylko jako nazwę, niczym imię dla jednego ze swoich dzieci.
W pierwotnym składzie Max był gitarzystą, jego brat Igor Cavalera perkusistą, obowiązki wokalisty objął Wagner Lamounier, zaś prócz nich gitarzystami byli Cássio, a potem Roberto UFO, zaś basistą został Roberto „Gato” Raffan. Młodzi muzycy byli wówczas pod wpływem stylistyki black metalowej, głównie za sprawą grupy Venom, a także pod wpływem image pochodzącej z Rio de Janeiro grupy Dorsal Atlântica. Pierwszy koncert zespołu miał miejsce 4 grudnia 1984 w Belo Horizonte w dzielnicy Barroca u boku grup Overdose i Trope de Choque (wzgl. w miejscowości Barroliche). Pierwsze teksty grupy były tworzone w języku portugalskim. Po udziale w konkursie dla młodych zespołów, organizowanym przez stację radiową, Sepulturą zainteresował się właściciel wytwórni Cogumelo Records, który obiecał nagranie splitu z grupą Overdose. W tym czasie, tj. w związku z występem na Metal BH Festival w marcu 1985, z zespołu został usunięty wokalista Wagner Lamounier, a basistą został Paulo Jr., zastępując Roberta „Gato”. Początkowo młodzi muzycy mieli próby w piwnicy domu basisty Roberta Gaffana, a potem w garażu (wzgl. szopie) rodziny Paulo Jr. Po odejściu Lamouniera, obowiązki wokalisty przejął Max Cavalera, piszący teksty piosenek od początku istnienia zespołu. Skład uzupełnił gitarzysta prowadzący Jairo T, który swoimi umiejętnościami przyczynił się do dalszego rozwoju grupy.
W 1985 zespół podpisał kontrakt z wytwórnią Cogumelo Records, która wydała ich pierwszą EP-kę zatytułowaną Bestial Devastation (materiał nagrany w sierpniu 1985 studio JG w Belo Horizonte). Tenże materiał został pierwotnie wydany 1 grudnia 1985 na albumie łączonym (split) wraz z płytą Século XX grupy Overdose. Okładkę tego albumu stworzył znajomy członków zespołu, który opracował też pierwsze logo Sepultury. W tym czasie członkowie formacji przyjęli pseudonimy, które ostatecznie nie przyjęły się na dłużej (Max – Possessed, Igor – Skullcrusher, Jairo – Tormentor, Paulo – Destructor). Na EP-ce zespół prezentował ciężkie, prymitywne death metalowe brzmienie, inspirowane dokonaniami grup Slayer, Sodom, Kreator, Hellhammer. Materiał znamionował także black metalowe wpływy. Po wydaniu EP-ki Sepultura zagrała kilka koncertów w Brazylii (średnio co kilka tygodni, a nawet tylko jeden miesięcznie), m.in. w Recife, a także u boku zespołu Overdose. Ich muzyka zyskała pozytywne przyjęcie nie tylko z uwagi na swoją nazwę, ale także muzykę. Początkowo członkowie Sepultury stosowali znany już w świecie metalu wizerunek, np. czarno-biały makijaż czy elementy odzieży (ćwieki), który z czasem zarzucili. 10 listopada 1986 nakładem Cogumelo Records wydano pierwszy album długogrający Sepultury, pt. Morbid Visions (nagrany w studio Vide Versa w São Paulo). Pod względem stylistyki płyta zawierała więcej wpływu thrash metalu. Przy tej okazji zostało zmodyfikowane logo grupy, prezentujące się bardziej okazale. Sepultura promowała album na trasie po stanie São Paulo wraz z grupami Dorsal Atlântica i Vulcano, a także dwukrotnie supportowała formację Venom, zaś jej twórczość trafiała poza granice Brazylii i była doceniana przez przedstawicieli świata metalu. W tekstach z dwóch pierwszych płyt były zawarte treści o charakterze satanistycznym.
Po wydaniu płyty Morbid Visions z zespołu odszedł Jairo Guedes, który jednocześnie w 1987 wprowadził do grupy swojego następcę, pochodzącego z São Paulo Andreasa Kissera. Zostając członkiem grupy, Kisser przeniósł się do Belo Horizonte. Drugi album pt. Schizophrenia został wydany 30 października 1987 nakładem Cogumelo Records (materiał nagrany ponownie w studio JG w Belo Horizonte). Nowego kształtu nabrało wtedy logo. Głównie za sprawą Kissera muzyka na nim zawarta była bardziej zróżnicowana, a utwory grupy były lepsze. Muzycznie styl Sepultury odchodził od brzmień black i death metalowych, a stawał się jednoznacznie thrasmetalowy. Pod względem tekstowym twórczość Sepultury odchodziła od powszechnej tematyki grup metalowych, a skupiała się bardziej na rzeczywistości i własnych doświadczeniach. Mimo tego w tekstach nadal były zawarte treści fantastyczne.
Na pierwszych wydawnictwach grupy teksty pisano wpierw w języku portugalskim, a następnie tłumaczono na język angielski, zaś z racji braku znajomości tegoż wynikały z tego błędy i niedoskonałości. Sami członkowie Sepultury w pierwszych latach jej istnienia słabo władali językiem angielskim. W tym czasie działalność grupy skupiała się na domu rodziny Cavalera tj. Rua Dores do Indaiá w Belo Horizonte (zamieszkał w nim także Kisser), zaś wsparciem była matka braci, Vânia Cavalera, która zasugerowała im pełne poświęcenie na rzecz muzyki. Schizophrenia zyskała entuzjastyczne przyjęcie wśród słuchaczy i wkrótce rozeszła się w liczbie 10 tys. egzemplarzy. Obok grania koncertów Max Cavalera samodzielnie rozsyłał egzemplarze płyty celem promocji. Udał się także na kilka dni do Stanów Zjednoczonych i w Nowym Jorku odwiedził kilka wytwórni. Wkrótce potem jedna z nich, Roadracer Records (później Roadrunner Records), za sprawą Montego Connera zdecydowała się podpisać kontrakt z Sepulturą. Pod koniec 1988 formacja, przy wsparciu przysłanego z USA producenta Scotta Burnsa nagrał w studio Nas Nuvens w Rio de Janeiro materiał na swój trzeci album i zarazem pierwszy dla wytwórni RR. Przed wydaniem kolejnej płyty, na początku 1989 członkowie Sepultury przenieśli się z Belo Horizonte do São Paulo. Bracia Cavalera wraz z matką zamieszkali w centrum miasta w dzielnicy Santa Cecilia, a Kisser i Paulo Jr. na przedmieściach w dzielnicy Santo André, zaś w pobliżu ich domu, w Pompéia, mieściła się sala prób grupy. Wydawnictwo ukazało się 7 kwietnia 1989 pt. Beneath the Remains. Zespół zaprezentował na nim klasyczne, thrashowe brzmienie inspirowane nagraniami grup Kreator czy Slayer. Do utworu „Inner Self” z płyty został stworzony pierwszy teledysk w historii grupy. Wydawnictwo sprzedało się w liczbie ok. 200 tys. egzemplarzy, zarówno w Ameryce, jak i w Europie. Po wydaniu płyty grupa regularnie koncertowała, mając m.in. występ w amazońskim Manaus, na którym widownię stanowili miejscowi Indianie. Latem 1989 odbyła się trasa po Brazylii, a jesienią 1989 trasa po Europie pod nazwą Agent Orange Tour u boku grupy Sodom. Muzycy wystąpili też w telewizyjnym talk-show Viva o Gordo, prowadzonym przez Jô Soaresa. Następnie grupa odbyła trasę po USA wraz z zespołem Faith No More, supportując większe formacje (np. King Diamond, Sacred Reich). Początkowo pewnego rodzaju wsparcia podczas tournee udzielał grupie Borivoj Krgin z RR, zaś po koncercie w Nowym Jorku (30 października 2020), a potem w Phoenix menedżerem Sepultury została Gloria Bujnowski (dotychczasowa menedżerka grupy Sacred Reich). W 1990 Sepultura koncertowała w Brazylii wraz z zespołem Napalm Death oraz odbyła trasę w Europie pod nazwą Death From The Jungle. 4 czerwca 1990 zagrała na Dynamo Festival w Holandii przed widownią ok. 26 tys. ludzi. Od 1990 działał Oficjalny Brazylijski Fanklub Sepultury, określany S.O.B.F.C., założony przez Antonio Coelho (wzgl. Toninho vel Tony Iron) i mieszczący się w Galeria de Rock w São Paulo.
Z biegiem czasu Gloria Bujnowski została partnerką życiową Maxa Cavalery. Po wydaniu Arise członkowie Sepultury opuścili Brazylię, Max zamieszkał z Glorią w Phoenix, w tym samym mieście osiedli także jego brat Igor i Kisser, zaś Paulo Jr. – z uwagi na znośniejszy klimat – zamieszkał w kalifornijskim San Diego. Próby zespołu odbywały się nieopodal lotniska w Phoenix w magazynie Argo na południu miasta. Nagrywanie czwartej płyty odbywało się na Florydzie w USA ponownie przy udziale S. Burnsa, gdzie grupa otrzymała od wytwórni zadowalające warunki do pracy, a także spory budżet od wytwórni. Na przełomie 1990/1991 Sepultura odbyła trasę z zespołami Obituary i Sadus, nazwaną od ich nazw SOS Tour. 23 stycznia 1991 formacja wystąpiła na drugiej edycji festiwalu Rock in Rio na stadionie Maracanã i został entuzjastycznie przyjęta przez widownię. Muzyka na wydanym 20 marca 1991 albumie Arise była połączeniem thrash i death metalu, stała się dojrzalsza, bardziej rytmiczna, wokale przejrzystsze, poprawie uległo także posługiwanie się językiem angielskim. W tym czasie muzycy nagrali także cover utworu „Orgasmatron” z płyty o tej samej nazwie grupy Motörhead, nie umieszczony na płycie, lecz na singlu. Do piosenek „Dead Embryonic Cells” i „Arise” zostały nakręcone teledyski. Album dotarł do 119. miejsca listy Billboard 200 w Stanach Zjednoczonych. W 1991 powstało też logo Sepultury, które stworzył Pedro Alberto „Bozo” Amorim. W połowie 1991 odbył się darmowy dla publiczności koncert na Praça Charles Miller niedaleko Estádio do Pacaembu w São Paulo (na który przyszło według różnych wersji ok. 15 tys.) lub ok. 50 tys. ludzi, zaś wykonany wtedy utwór „Orgasmatron” został sfilmowany przez stację MTV i później nagrodzony podczas gali MTV Video Music Awards w kategorii nagroda telewidzów dla najlepszego teledysku brazylijskiego. Podczas tego wstępu został zamordowany sympatyk Sepultury przez skinheada, zaś ciężar odpowiedzialności za to zrzucono na grupę, która stała się obiektem ataków w mediach. Tuż po tym grupa wyruszyła na trasę koncertową do Europy, zaś występy promujące album Arise trwały przez dwa kolejne lata. W tym roku Sepultura odbyła trasę z zespołami Sacred Reich i Heathen. Dwa koncerty w hiszpańskiej Katalonii zostały sfilmowane i w 1992 wydane jako Under Siege (Live in Barcelona). Następnie Sepultura koncertowała przez dwa miesiące w USA wraz z formacjami Napalm Death i Sick of It All na trasie pod nazwą New Titans On The Bloc, odnoszącą się do popularnej wtedy grupy popowej New Kids on the Block. Po trzech miesiącach przerwy w drugiej połowie 1991 pod koniec tego roku Sepultura powróciła do koncertowania w Meksyku. Wtedy wskutek kontuzji Kissera (złamał rękę podczas jazdy na skuterze wodnym) zastępował gitarzysta zespołu Korzus, Silvio Golfetti, w tym podczas minitrasy po Niemczech pn. Christian Metal Meetings, trwającej od 18 grudnia z formacjami Motörhead, Morbid Angel i Kreator. Wówczas lider pierwszej z nich, Lemmy Kilmister nie zezwolił M. Cavalerze na wykonanie koncertowe ww. utworu „Orgasmatron”, argumentując to nieodpowiednim technicznie śpiewem przez niego. Od marca 1992 Sepultura, już z Kisserem, koncertowała z Fudge Tunnel. Od października do 15 listopada 1992 występowała na trasie z Ozzym Osbournem i z Alice in Chains. Na zakończenie 1992 Brazylijczycy byli na trasie u boku formacji Ministry i Helmet. Koncerty promujące Arise trwały przez okres 18 miesięcy. Łącznie płyta Arise sprzedała się w nakładzie ponad 1 miliona egzemplarzy. Po wydaniu tego dzieła grupa stała się popularna i rozpoznawalna, pojawiała się na okładkach magazynów, zyskiwała rzesze fanów oraz była doceniana przez sławne zespoły metalowe. W ślad za tym przyszedł także zysk finansowy.
Od 1992 trwały pracy nad materiałem do piątego albumu. Tworzył go samodzielnie Max Cavalera oraz w duecie z Kisserem. Wydawnictwo zatytułowane Chaos A.D. ukazało się 2 września 1993. Okazało się znaczną zmianą w stylistyce muzycznej brazylijskiej kapeli. Muzyka zawarta na tym albumie była bardziej melodyjna niż typowy thrash metal i wolniejsza niż dotychczasowe dokonania grupy, przepełniona była zróżnicowanymi partiami perkusji. Wskutek m.in. fascynacji twórczością innych zespołów w efekcie osiągnięto klimatyczny i transowy charakter dzieła. Po raz pierwszy w muzyce grupy pojawiły się bębny wywodzące się z rejonów plemiennych, wykorzystane w związku z eksploracją korzeni brazylijskiej kultury. W odbiorze niektórych z fanów Sepultury muzycy byli krytykowani za odejście od dotychczasowego stylu, a nawet podnoszono hasło zdrady ideałów. W myśl innej opinii formacja stała się pionierem thrash metalu z Trzeciego Świata. Także pod względem tekstów utworów nastąpiły zmiany, jako że liryki podnosiły sprawy polityczne i społeczne. Był to pierwszy album, na którym partie basowe nagrał w studio basista Paulo Jr., jako że do tej pory z uwagi na jego nieumiejętności czynili to Max Cavalera i Andreas Kisser. Do singlowych utworów „Refuse/Resist” i „Territory” zostały nakręcone teledyski. W styczniu 1994 gra wystąpiła dwukrotnie w ramach Hollywood Rock: w São Paulo i w Rio de Janeiro, gdzie pierwotnie nie planowano ich udziału, ale dopuszczono do tego po protestach i złożonej przez fanów petycji. Wkrótce potem Sepultura koncertował wraz z Fear Factory, Clutch i Fudge Tunnel. Promocyjną trasę koncertową Sepultura odbyła wraz z Paradise Lost. Od czerwca 1994 Sepultura w charakterze gościa specjalnego brała udział w trasie formacji Pantera, na której supportem był Biohazard. Promowała też album na trasie z zespołem Prong. W Europie wraz z Sepulturą koncertowała formacja Fudge Tunnel, której lider Alex Newport wspólnie z Maxem Cavalerą powołał do życia projekt poboczny pod nazwą Nailbomb, działający na przełomie 1994/1995. Andreas Kisser zaangażował się w projekty wraz z basistą grupy Metallica, Jasonem Newstedem pod nazwami Sexoturica i Quarteto da Pinga. We wrześniu 1995 Sepultura grała w Japonii i Australii. Jeszcze w połowie 1995 ukazał się drugi album wideo pt. Third World Chaos. W rezultacie Brazylijczycy weszli do głównego nurtu światowego metalu, aczkolwiek promocja ich muzyki nie była wystarczająca w mass mediach (w telewizji ich teledyski pojawiały się jedynie w nocnej audycji Headbangers Ball na antenie MTV). Rolę w tym odgrywał też sposób promocji, prowadzony przez Sony/Epic.

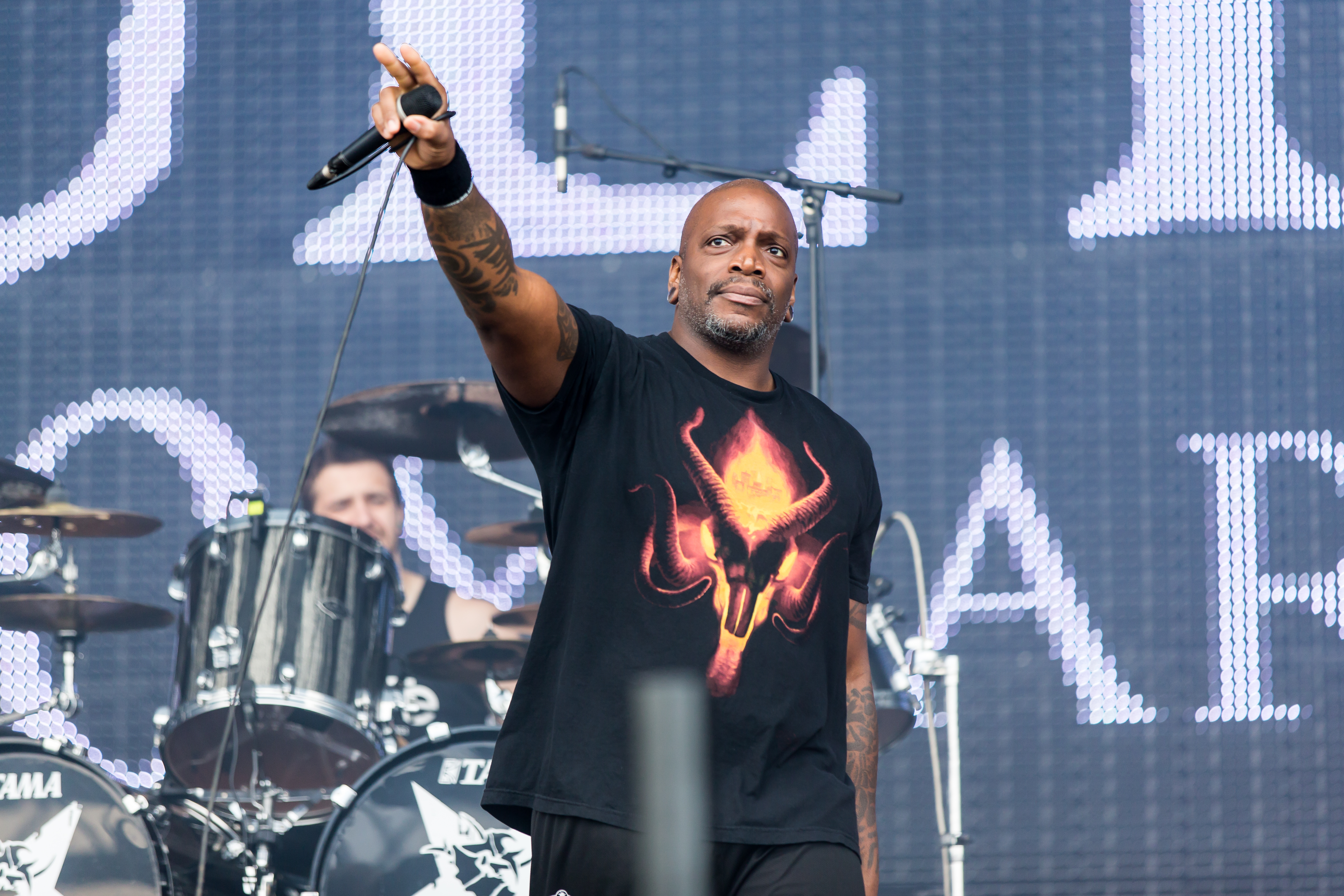
Derrick Green (2015).

Elementy rdzennej muzyki brazylijskich Indian z Amazonii pojawiły się w utworze Sepultury pt. „Kaiowas” na Chaos A.D. Zarówno ten epizod, jak i głębsze sięgnięcie po tradycyjną muzykę brazylijską, miało swoją przyczynę także w rodzaju tęsknoty muzyków po opuszczeniu rzez nich ojczyzny i zamieszkaniu w USA. Bezpośrednim bodźcem do idei płyty był obejrzany przez Maxa Cavalerę film pt. Zabawa w Boga z 1991, opowiadający o amerykańskich najemnikach najętych celem spacyfikowania prymitywnej wioski Indian w amazońskiej dżungli. Zrodziła się wtedy idea nagrania przez grupę muzyki wraz z Indianami w ich miejscu zamieszkania. W sierpniu 1995 Sepultura wystąpiła w São Paulo na MTV Brazilian Video Music Awards, wykonując wtedy „Kaiowas” przy udziale perkusisty Carlinhosa Browna (lider Timbalada), z którym nawiązano współpracę przy pracy nad nowym materiałem. W rezultacie 20 lutego 1996 został wydany album Roots (pol. Korzenie), zupełnie wyjątkowy w swojej treści, zawierający elementy zaczerpnięte z muzyki rdzennej ludności indiańskiej Brazylii. Styl stworzony na płycie przez Sepulturę zyskał nawet osobne miano tribal metal. Zespół zyskał sporą popularność i rozpoznawalność, co łączyło się także z ograniczeniem prywatności. Na łonie zespołu pojawiały się drobne nieporozumienia – Kisser był niezadowolony z faktu dominującej pozycji Maxa Cavalery i np. delegowania jego osoby do kontaktu z mediami. Podczas nagrywania Roots dochodziło do kłótni, które wynikały z niezadowolenia niektórych członków z działania menedżerki. Nie odpowiadała im także alienacja Maxa w samym zespole.
W pierwszej połowie 1996 Sepultura zagrała kilka koncertów w Europie, potem odbyła tournee po USA z Ozzym Osbournem i Type O Negative, a latem tego roku miała zaplanowane występy na festiwalach w Europie. 17 sierpnia 1996 Sepultura przybyła do Wielkiej Brytanii, gdzie miała zagrać na „Donington Festival” w ramach promocji albumu Roots. Wówczas cała ekipa dowiedziała się o śmierci syna Glorii i zarazem pasierba Maxa, Dany Wellsa, który dzień wcześniej zginął w Phoenix (według rodziny prawdopodobnie został zamordowany, a okoliczności zostały upozorowane na wypadek samochodowy). Po tragicznej wiadomości Max i Gloria Cavalera polecieli do Stanów Zjednoczonych, a pozostali członkowie we trzech zagrali wspomniany koncert (funkcję wokalisty pełnił Kisser, a wspomagali go Silvio „Bibika” Gomes i Evan Seinfeld).
Jesienią 1996 grupa odbyła trasę koncertową po Europie w towarzystwie formacji Strife, reprezentującej nurt hardcore. Ponadto Brazylijczycy odbyli tournee z Ozzym Osbournem, Danzig i Biohazard. W listopadzie 1996 grali koncerty w Ameryce Południowej. Atmosfera na łonie zespołu podczas trasy była niedobra, jako że członkowie poza Maxem ignorowali Glorię Cavalera. Według nich dobra atmosfera w między nimi czterema była okazywana tylko podczas prób i koncertów. Nadal zarzucali jej faworyzowanie swojego męża oraz nierówne traktowanie (Igor Cavalera przytoczył historię, gdy Gloria wpierw zamierzała go tymczasowo na trasie zastąpić innym perkusistą, gdy spodziewał się narodzin dziecka na początku 1997, a w swojej sytuacji rodzinnej po śmierci Wellsa nie zgadzała się na udział Maxa w tournee jesienią 1996). 12 grudnia 1996 grupa wystąpiła w Katowicach w hali „Spodek”. 16 grudnia 1996 Sepultura zagrała ostatni koncert na trasie, występując w Brixton Academy w Londynie. Wraz z zakończeniem tournee tego dnia wygasał także kontrakt menedżerski Glorii Cavalery. Po tymże koncercie Igor Cavalera, Andreas Kisser i Paulo Jr. przekazali jej pismo, w którym oświadczyli, że nie chcą z nią dłużej pracować i nie zamierzają przedłużać z nią kontraktu menedżerskiego. Wszyscy trzej postawili Maxowi ultimatum, zgodniej którym miał wybrać żonę albo zespół, po czym zdecydował się odejść z Sepultury. W następstwie tego Max Cavalera wydał oficjalne oświadczenie, w którym w emocjonalnym sposób odniósł się do sytuacji, mówiąc, że to nie on odszedł z Sepultury, lecz wraz z żoną zostali usunięci przez pozostałych członków. Ci zareagowali konferencją prasową, w której zadeklarowali dalszą kontynuację istnienia grupy i niesprecyzowaną możliwość powrotu Maxa do składu. W ostatnim czasie kryzysowego istnienia Sepultury i bezpośrednio po rozłamie pojawiały się pomysły, ażeby rozdzielić funkcje menedżerskie, pozostawiając Glorię wyłącznie przy Maxie, a reszcie członków umożliwić inny menedżment, lecz ostatecznie nie zostało to zrealizowane.
Po rozłamie w składzie Sepultury stronę Maxa Cavalery poparł Kerry King i jego grupa Slayer. Po latach Max Cavalera ujawnił, że bezpośrednią przyczyną jego odejścia z Sepultury było zachowanie żony Andreasa Kissera tuż po śmierci Wellsa, która przy pomocy innej kobiety próbowała przyspieszyć przygotowania do pogrzebu jeszcze przed ich przyjazdem na miejsce, tak aby Max Cavalera mógł jak najszybciej kontynuować trasę koncertową w Europie. We wspomnieniach Maxa i Glorii przywoływali oni fakt, że już dzień po pogrzebie Wellsa pozostali członkowie Sepultury nalegali na realizację zbliżającej się trasy koncertowej, co było nie do wykonania przez okrytych żałobą rodziców. Inna geneza została przedstawiona z punktu widzenia pozostałych członków, w myśl których związek lidera grupy z menedżerką stanowił swoisty konflikt interesów i początek dramatu. Po latach Andreas Kisser przyznał, że grupa do 1996 była chaosem poza sceną, a Max Cavalera w gruncie rzeczy nigdy nie stanowił członka zespołu, podczas trasy posiadał własny bus, w którym znikał po zakończeniu koncertu i nie kontaktował się resztą muzyków; według Kissera, dotychczasowa menedżerka grupy, Gloria, nie podołała wymaganiom w zakresie organizacyjnym, które urosły po sukcesie albumu Roots, skupiała się wyłącznie na wyeksponowaniu osoby swojego męża, Maxa Cavalery, co łącznie stało się powodem do zwolnienia jej.

### Po odejściu Maxa Cavalery (1997–2006)
Po odejściu Maxa Cavalery pozostali członkowie formacji ogłosili, że będą kontynuował działalność pod nazwą Sepultura. Wszyscy trzej od kwietnia 1997 odbywali próby w San Diego. Jesienią publicznie ogłosili poszukiwanianowego wokalisty. Nowym wokalistą został wybrany Amerykanin Derrick Green. W późniejszym czasie nową menedżerką grupy została żona Igora, Monika. Po rozłamie zespół utracił sporą część fanów, co należy wiązać po części z identyfikacją Sepultury przede wszystkim z osobą jej lidera, Maxa Cavalery. Przyczyniło się do tego również sformowanie przez niego nowej grupy, pod nazwą Soulfly, która odniosła sukces.
Kolejne dwa albumy Sepultury: Against (1998) i Nation (2001) to dalsze odchodzenie od thrashowego stylu grania. Na albumach gościnnie udzielili się m.in. Jason Newsted, Joao Gordo oraz grupa Apocalyptica. Oba wydawnictwa nie spotkały się z dużym zainteresowaniem fanów. 19 stycznia 2001 formacja wystąpiła na trzeciej edycji festiwalu Rock in Rio. W 2002 zespół rozstał się z wytwórnią Roadrunner Records na rzecz niemieckiego wydawcy SPV Records, co zostało wykorzystane przez Roadrunnera do wydania bez zgody zespołu ostatniego koncertu z udziałem Maxa Cavalery (Under a Pale Grey Sky). W tym czasie Sepultura wydała minialbum Revolusongs, zawierający wyłącznie covery innych zespołów.

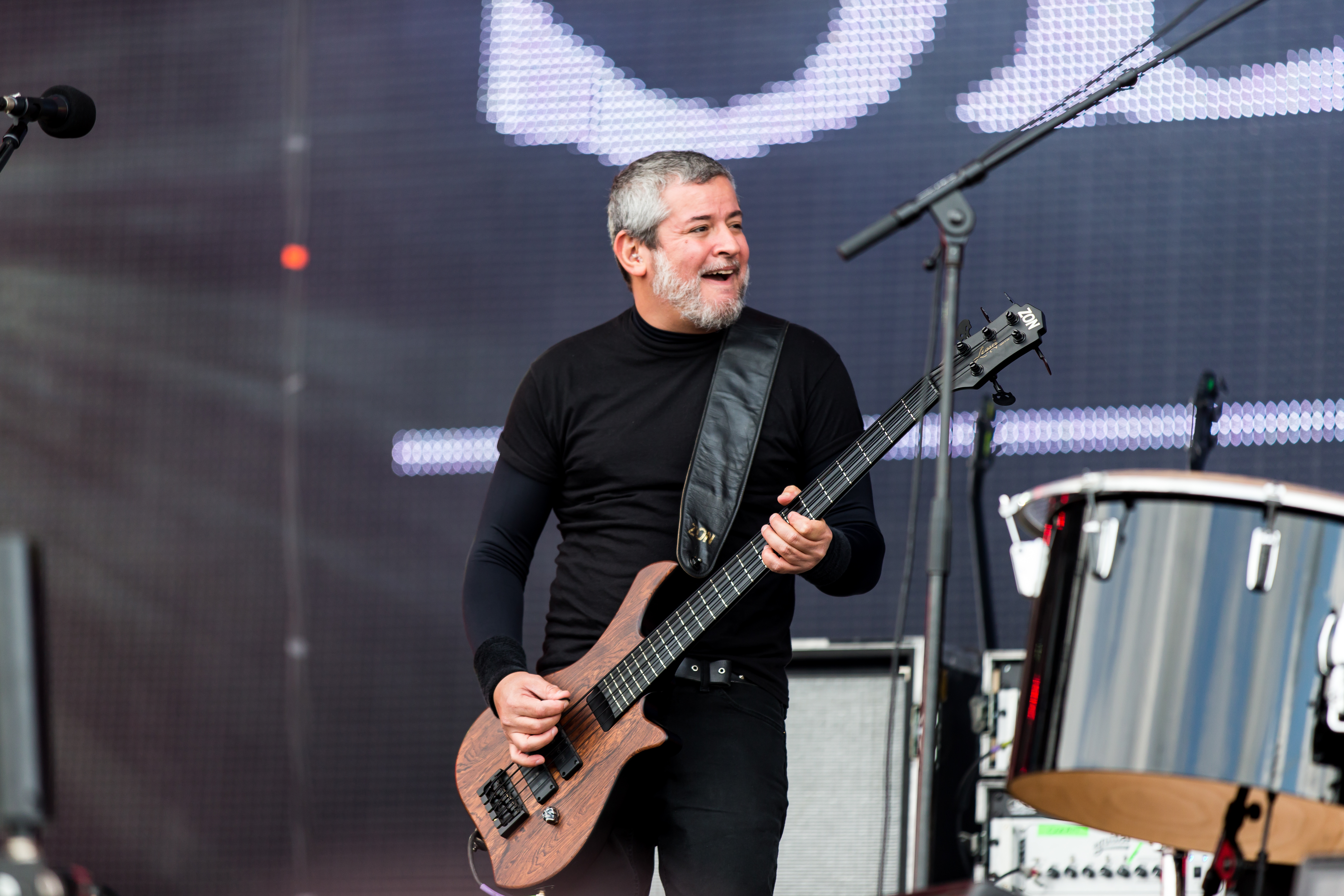
Paulo Jr. (2015).

W 2003 ukazał się dziewiąty album długogrający zespołu, zatytułowany Roorback, będący powrotem do cięższego brzmienia, zbierając pochlebne recenzje. Dwa lata później wydano pierwsze oficjalne DVD i CD z zapisem występu Sepultury, pt. Live in São Paulo. W 2006 światło dzienne ujrzał kolejny materiał grupy, album koncepcyjny pt. Dante XXI (zainspirowany Boską komedią Dantego), która jest uważany za najlepszy z nowym wokalistą.
W styczniu 2006 ogłoszono, że Igor Cavalera zawiesza działalność w zespole, aby móc poświęcać więcej czasu rodzinie. Dopiero 12 czerwca tego samego roku perkusista opuścił definitywnie zespół ze względu na artystyczną niekompatybilność. Na jego miejsce został przyjęty Jean Dolabella. Już latem tego roku Igor Cavalera pogodził się ze swoim bratem Maxem, po czym w 2007 obaj stworzyli projekt pod nazwą Cavalera Conspiracy, następnie w 2008 nagrali album pt. Inflikted.

### Dalsza działalność (2006–)
26 stycznia 2009 swoją premierę miał album A-Lex – pierwszy album Sepultury bez braci Cavalera. Był to album koncepcyjny oparty na książce Mechaniczna pomarańcza autorstwa Anthony’ego Burgessa. 24 czerwca 2011 został wydany dwunasty album długogrający Sepultury, zatytułowany Kairos. Jeszcze tego samego roku zespół opuszcza perkusista Jean Dolabella, zaś jego miejsce zastępuje Eloy Casagrande.
25 września 2011 formacja wystąpiła na czwartej edycji festiwalu Rock in Rio, 19 września 2013 na piątej, a 4 października 2019 na ósmej. 25 października 2013 ukazał się trzynasty album studyjny zespołu pt. The Mediator Between Head and Hands Must Be the Heart. Nagrania były promowane teledyskami do utworów „The Vatican” i „Da Lama Ao Caos”. 15 września 2014 do sprzedaży trafił album wideo formacji, zatytułowany Metal Veins. Alive at Rock in Rio. Na wydawnictwie znalazł się zapis występu Sepultury wraz z francuską grupą perkusistów Les Tambours Du Bronx podczas festiwalu Rock in Rio w Rio de Janeiro, który odbył się 19 września 2013. W dniu 13 stycznia 2017 został wydany czternasty album studyjny zespołu pt. Machine Messiah.
Od 1988 z Sepulturą współpracował holenderski fotograf Eric de Haas. Przez lata zaprzyjaźnionym z zespołem fotografem był Kevin Estrada.

## Muzycy

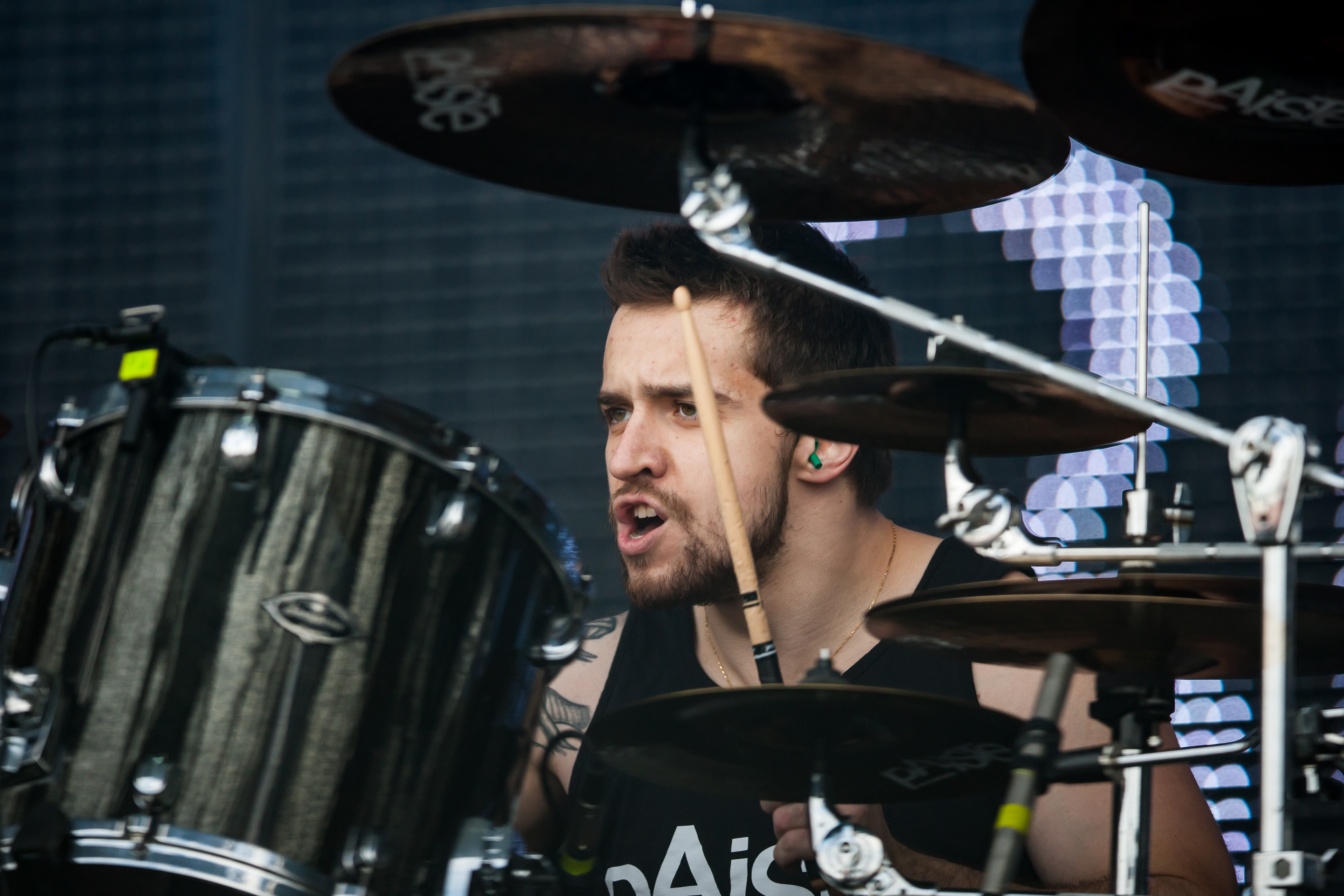
Eloy Casagrande (2015)

| Obecni członkowie - Derrick Green – śpiew (od 1997) - Andreas Kisser – gitara (od 1986) - Paulo Jr. – gitara basowa (od 1984) - Greyson Nekrutman - perkusja (od 2024) |  | Byli członkowie - Roberto Raffan – gitara basowa (1984-1984) - Roberto UFO – gitara rytmiczna (1984-1984) - Wagner Lamounier – śpiew, gitara (1984-1984) - Jairo T. – gitara prowadząca (1984–1986) - Max Cavalera – śpiew, gitara rytmiczna (1984–1996) - Igor Cavalera – perkusja (1984–2006) - Jean Dolabella – perkusja (2006–2011) - Eloy Casagrande - perkusja (2011-2024) |  | Muzycy koncertowi - Guilherme Martin – perkusja (2005) - Roy Mayorga – perkusja (2006) - Amílcar Christófaro – perkusja (2011) - Kevin Foley – perkusja (2013) - Jean Patton – gitara (2022) |

## Dyskografia

### Albumy studyjne
| Morbid Visions                                        | - Data: 10 listopada 1986 - Wydawca: Cogumelo         | –  | –  | –   | –  | –  | –  | –  | –  | –   | –   |                                                                                               |
| Schizophrenia                                         | - Data: 30 października 1987 - Wydawca: Cogumelo      | –  | –  | –   | –  | –  | –  | –  | –  | –   | –   |                                                                                               |
| Beneath the Remains                                   | - Data: 5 września 1989 - Wydawca: Roadrunner         | –  | –  | –   | –  | –  | –  | –  | –  | –   | –   |                                                                                               |
| Arise                                                 | - Data: 20 marca 1991 - Wydawca: Roadrunner           | –  | –  | –   | –  | –  | –  | 46 | 24 | 40  | 119 | - IDN: złota płyta - UK: srebrna płyta                                                        |
| Chaos A.D.                                            | - Data: 2 września 1993 - Wydawca: Roadrunner         | 27 | 19 | –   | 11 | 21 | 16 | 11 | 15 | 11  | 32  | - AUS: złota płyta - UK: złota płyta - USA: złota płyta                                       |
| Roots                                                 | - Data: 20 lutego 1996 - Wydawca: Roadrunner          | 3  | 2  | –   | 7  | 6  | 8  | 5  | 16 | 4   | 27  | - AUS: złota płyta - CAN: złota płyta - FRA: złota płyta - UK: złota płyta - USA: złota płyta |
| Against                                               | - Data: 6 października 1998 - Wydawca: Roadrunner     | 25 | 23 | 33  | 23 | 76 | –  | 33 | –  | 40  | 82  |                                                                                               |
| Nation                                                | - Data: 20 marca 2001 - Wydawca: Roadrunner           | 40 | 41 | 91  | 28 | –  | –  | –  | 84 | 88  | 134 | - BRA: złota płyta                                                                            |
| Roorback                                              | - Data: 26 maja 2003 - Wydawca: Steamhammer/SPV       | –  | –  | 77  | 46 | –  | –  | –  | 69 | 129 | –   |                                                                                               |
| Dante XXI                                             | - Data: 22 marca 2006 - Wydawca: Steamhammer/SPV      | –  | –  | 166 | 64 | –  | –  | –  | –  | –   | –   | - CY: złota płyta                                                                             |
| A-Lex                                                 | - Data: 23 stycznia 2009 - Wydawca: Steamhammer/SPV   | –  | 53 | 150 | 82 | –  | –  | –  | 68 | –   | –   |                                                                                               |
| Kairos                                                | - Data: 24 czerwca 2011 - Wydawca: Nuclear Blast      | –  | 75 | 87  | 49 | –  | –  | –  | 45 | –   | –   |                                                                                               |
| The Mediator Between Head and Hands Must Be the Heart | - Data: 25 października 2013 - Wydawca: Nuclear Blast | –  | –  | 153 | 76 | –  | –  | –  | 96 | –   | –   |                                                                                               |
| Machine Messiah                                       | - Data: 13 stycznia 2017 - Wydawca: Nuclear Blast     | 82 | 33 | 114 | 27 | –  | –  | –  | 27 | –   | –   |                                                                                               |
| Quadra                                                | - Data: 7 lutego 2020 - Wydawca: Nuclear Blast        | –  | 17 | 63  | 5  | –  | –  | –  | 13 | –   | –   |                                                                                               |
| „–” oznacza, że album nie był notowany.               |                                                       |    |    |     |    |    |    |    |    |     |     |                                                                                               |

### Minialbumy
| Tytuł               | Dane dot. albumu                                   |
| ------------------- | -------------------------------------------------- |
| Bestial Devastation | - Data: 1985 - Wydawca: Cogumelo                   |
| Third World Posse   | - Data: 1992 - Wydawca: Roadrunner                 |
| Refuse/Resist       | - Data: 1994 - Wydawca: Roadrunner                 |
| Revolusongs         | - Data: 22 listopada 2002 - Wydawca: FNM/Universal |

### Single
| "Arise”                                  | 1991 | –  | –  | –  | –  | –  | –  | –  | –  | –  | –   | Arise                                                 |
| „Under Siege (Regnum Irae)”              | 1991 | –  | –  | –  | –  | –  | –  | –  | –  | –  | 91  | Arise                                                 |
| „Dead Embryonic Cells”                   | 1991 | –  | –  | –  | –  | –  | –  | –  | –  | –  | –   | Arise                                                 |
| "Refuse/Resist”                          | 1993 | –  | –  | –  | –  | 29 | –  | –  | –  | –  | 51  | Chaos A.D.                                            |
| "Territory”                              | 1994 | –  | –  | –  | –  | 8  | –  | –  | 59 | –  | 66  | Chaos A.D.                                            |
| „Slave New World”                        | 1994 | –  | –  | –  | –  | –  | –  | –  | –  | 32 | 46  | Chaos A.D.                                            |
| „Roots Bloody Roots”                     | 1996 | 44 | 2  | 26 | 42 | 27 | 35 | 20 | –  | 14 | 19  | Roots                                                 |
| „Ratamahatta”                            | 1996 | –  | –  | –  | –  | –  | –  | –  | –  | –  | 23  | Roots                                                 |
| „Attitude”                               | 1996 | –  | 16 | –  | –  | –  | –  | –  | –  | –  | 46  | Roots                                                 |
| „Choke”                                  | 1998 | –  | –  | –  | –  | –  | –  | –  | –  | –  | 110 | Against                                               |
| „Against”                                | 1999 | –  | –  | –  | –  | –  | –  | –  | –  | –  | –   | Against                                               |
| „Tribus”                                 | 1999 | –  | –  | –  | –  | –  | –  | –  | –  | –  | –   | Against                                               |
| „Convicted in Life”                      | 2006 | –  | –  | –  | –  | –  | –  | –  | –  | –  | –   | Dante XXI                                             |
| „Kairos”                                 | 2011 | –  | –  | –  | –  | –  | –  | –  | –  | –  | –   | Kairos                                                |
| „The Age of the Atheist”                 | 2013 | –  | –  | –  | –  | –  | –  | –  | –  | –  | –   | The Mediator Between Head and Hands Must Be the Heart |
| „Sepultura Under My Skin”                | 2015 | –  | –  | –  | –  | –  | –  | –  | –  | –  | –   | Sepultura Under My Skin                               |
| „I Am The Enemy”                         | 2016 | –  | –  | –  | –  | –  | –  | –  | –  | –  | –   | Machine Messiah                                       |
| „Phantom Self”                           | 2016 | –  | –  | –  | –  | –  | –  | –  | –  | –  | –   | Machine Messiah                                       |
| „Isolation”                              | 2019 | –  | –  | –  | –  | –  | –  | –  | –  | –  | –   | Quadra                                                |
| „Last Time”                              | 2019 | –  | –  | –  | –  | –  | –  | –  | –  | –  | –   | Quadra                                                |
| „Means to an End”                        | 2020 | –  | –  | –  | –  | –  | –  | –  | –  | –  | –   | Quadra                                                |
| „–” oznacza, że singel nie był notowany. |      |    |    |    |    |    |    |    |    |    |     |                                                       |

### Albumy wideo
| Under Siege (Live in Barcelona)                                | - Data: 14 stycznia 1992 - Wydawca: Roadrunner               | 13 | –  | – |
| Third World Chaos                                              | - Data: 27 czerwca 1995 - Wydawca: Roadrunner                | 6  | –  | – |
| We Are What We Are                                             | - Data: 28 stycznia 1997 - Wydawca: Roadrunner               | 19 | –  | – |
| Chaos DVD                                                      | - Data: 7 października 2002 - Wydawca: Roadrunner            | 38 | 16 | 9 |
| Live in São Paulo                                              | - Data: 8 listopada 2005 - Wydawca: SPV                      | –  | –  | – |
| Metal Veins. Alive at Rock in Rio (oraz Les Tambours Du Bronx) | - Data: 15 września 2014 - Wydawca: Eagle Rock Entertainment | –  | –  | – |
| „–” oznacza, że album nie był notowany.                        |                                                              |    |    |   |

### Albumy koncertowe
| Under a Pale Grey Sky                   | - Data: 22 września 2002 - Wydawca: Roadrunner | 52 | 99 |
| Live in São Paulo                       | - Data: 8 listopada 2005 - Wydawca: SPV        | –  | –  |
| „–” oznacza, że album nie był notowany. |                                                |    |    |

### Kompilacje
| The Roots of Sepultura                  | - Data: 29 listopada 1996 - Wydawca: Roadrunner | 42 | –   |
| Blood-Rooted                            | - Data: 3 czerwca 1997 - Wydawca: Roadrunner    | –  | 162 |
| The Best of Sepultura                   | - Data: 12 września 2006 - Wydawca: Roadrunner  | –  | –   |
| „–” oznacza, że album nie był notowany. |                                                 |    |     |

## Teledyski
| Tytuł                  | Rok  | Reżyseria            | Album                                                 | Źródło  |
| ---------------------- | ---- | -------------------- | ----------------------------------------------------- | ------- |
| „Inner Self”           | 1989 | Aurelio Diaz         | Beneath the Remains                                   | [ 207 ] |
| „Dead Embryonic Cells” | 1991 | Bill Henderson       | Arise                                                 | [ 207 ] |
| „Arise”                | 1992 | Bill Henderson       | Arise                                                 | [ 207 ] |
| „Refuse/Resist”        | 1993 | Peter Christopherson | Chaos A.D.                                            | [ 207 ] |
| „Territory”            | 1993 | Paul Rachman         | Chaos A.D.                                            | [ 207 ] |
| „Slave New World”      | 1994 | Thomas Mignone       | Chaos A.D.                                            | [ 207 ] |
| „Roots Bloody Roots”   | 1996 | Thomas Mignone       | Roots                                                 | [ 207 ] |
| „Ratamahatta”          | 1996 | Fred Stuhr           | Roots                                                 | [ 207 ] |
| „Attitude”             | 1996 | Block                | Roots                                                 | [ 207 ] |
| „Choke”                | 1998 | Raul Machado         | Against                                               | [ 208 ] |
| „Bullet the Blue Sky”  | 2003 | Ricardo Della Rosa   | Revolusongs                                           | [ 208 ] |
| „Mindwar”              | 2004 | Ricardo Della Rosa   | Roorback                                              | [ 208 ] |
| „Refuse/Resist” (live) | 2005 | Lecuck Ishida        | Live in Sao Paulo                                     | [ 209 ] |
| „Convicted in Life”    | 2006 | Luis Carone          | Dante XXI                                             | [ 209 ] |
| „Ostia”                | 2008 | Geraldo Moraes       | Dante XXI                                             | [ 210 ] |
| „We’ve Lost You”       | 2009 | André Moraes         | A-Lex                                                 | [ 211 ] |
| "What I Do!”           | 2009 | Sepultura            | A-Lex                                                 | [ 209 ] |
| „The Vatican”          | 2013 | Rafael Kent          | The Mediator Between Head and Hands Must Be the Heart | [ 212 ] |
| „Da Lama Ao Caos”      | 2014 | Rafael Kent          | The Mediator Between Head and Hands Must Be the Heart | [ 213 ] |
| „Phantom Self”         | 2016 | Mauricio Eça         | Machine Messiah                                       | [ 214 ] |